# Río Pacairigua
El río Pacairigua es un corto río de poco caudal que atraviesa la ciudad de Guatire, estado Miranda, Venezuela en sentido norte-sur. 
El río nace por la unión de dos afluentes: el río Aguasales y el río del Norte. 
El río Pacairigua tiene una longitud aproximada de cinco kilómetros hasta su unión con el Río Caucagua. Antes de desembocar en este río, se le une el río Guatire.
En su curso medio se encuentra altamente contaminado debido a que muchas industrias instaladas muy cerca de sus riberas, que vierten sus desechos a su caudal. 
Con una periodicidad de veinte a treinta años aumenta considerablemente su caudal. La última vez, a inicios de 2005, su desbordamiento produjo cuantiosas perdidas materiales en viviendas ubicadas en lo que se conoce como urbanización Valle Arriba, construida en su cuenca hidrográfica. 

## Importancia histórico-cultural
El río está íntimamente ligado a la historia de la ciudad de Guatire, en donde existió entre 2007 y 2019 una plaza que llevaba su nombre. Durante siglos regó las plantaciones de azúcar de las haciendas El Rincón y Santa Cruz, hoy inexistentes.  En Guatire el vocablo Pacairigua suele ser usado mucho como nombre de instituciones y establecimientos comerciales.

## Toponimia
Se desconoce el origen del vocablo Pacairigua. Durante mucho tiempo se ha creído que fue el nombre de un habitante originario, quizás un cacique; pero no hay crónicas antiguas que lo avalen. Por otra parte el poblado que ahora se conoce como Guatire fue conocido desde el inicio de la colonia, al igual que toda la zona, como Pacairigua. Aun queda un vestigio de que Pacairigua fue el toponímico de toda la zona: La patrona de Guatire se conoce como Santa Cruz de Pacairigua.

## Trivia
Quizás como una manera de recordar sus orígenes, el expresidente Rómulo Betancourt bautizó una de sus casas como Quinta Pacairigua, donde actualmente funciona un museo a su memoria.